# Royaume d'Écosse
Cet article traite de l'État appelé royaume d'Écosse ayant existé de 843 à 1707. Pour plus d'informations sur le pays actuel, voir l'article Écosse.
843–1651
1660–1707
Entités précédentes :
- Royaumes pictes
- Royaumes scots
- Northumbrie
- Royaume de Strathclyde (1124)
- Royaume de Man et des Îles (1266)

Entités suivantes :
- Commonwealth d'Angleterre (1652-1660)
- Grande-Bretagne

Le royaume d'Écosse (en gaélique écossais : Rìoghachd na h-Alba ;en anglais : Kingdom of Scotland ; en scots : Kinrick o Scotland) était un État souverain situé en Europe de l'Ouest. Il occupait le tiers nord de la Grande-Bretagne, et partageait au sud une frontière commune avec le royaume d'Angleterre. Il a existé de 843 jusqu'à l'acte d'Union de 1707, qui l'a uni au royaume d'Angleterre (927-1707) pour former le royaume de Grande-Bretagne (1707-1800). À partir de 1482, après la prise de contrôle de la ville de Berwick par l'Angleterre, le territoire du royaume d'Écosse correspondait à celui de l'Écosse actuelle. Ce royaume était bordé par la mer du Nord à l'est, l'océan Atlantique au nord et à l'ouest, et le canal du Nord et la mer d'Irlande au sud-ouest. En dehors de la Grande-Bretagne proprement dite, le royaume d'Écosse comprend plus de 790 îles.
Édimbourg, la plus grande ville du pays, a été précédée comme capitale du pays par les villes de Scone, Dunfermline et Stirling. En 1700, le royaume comptait approximativement 1,1 million d'habitants.

## Histoire

### Fondation du royaume
Le royaume d'Écosse naît en 843 par l'union des royaumes scot et picte sous le sceptre de Kenneth Ier. Depuis plusieurs siècles, les Scots (ou Gaels), grignotent petit à petit les territoires des autres peuples, notamment des Britons. Seul le royaume picte parvient à résister aux conquêtes scots. Au début du IXe siècle, Oengus II règne sur les deux peuples, son fils Eòganán lui succède et en 839, il trouve la mort lors d'une grande défaite militaire contre des Vikings venus d'Irlande. Sa mort prématurée provoque une crise de succession dans les deux royaumes. Pour des raisons obscures, Kenneth Mac Alpin devient roi des Scots, puis quelques années plus tard, celui des Pictes (il était peut-être le fils d'une princesse picte et les règles de succession du royaume étaient matrilinéaires, ou peut-être le devint-il par la ruse ou la violence). Hormis quelques zones occupées par les Anglo-Saxons et les Vikings, l'ensemble de l'Écosse est placé sous l'autorité d'un seul roi.

### Unification
L'union des peuples scots et pictes ne fait pas disparaître les autres peuples. Les rois écossais mènent d'interminables guerres pour soumettre ou se défendre contre des ennemis qui cherchent à s'étendre au détriment des autres. En 924, Constantin II reconnaît le souverain Édouard l'Ancien comme son « père et seigneur ». Désormais uni, le royaume d'Angleterre se reconnaît comme le suzerain de l'ensemble des royaumes de Grande-Bretagne. Cette soumission n'empêche pas les rois écossais de mener des guerres contre les terres anglaises. Ainsi en 937, les Écossais sont défaits lors de la bataille de Brunanburh, considérée comme « la plus grande bataille jamais vue dans cette île ». Malcolm Ier occupe le Lothian et impose sa suzeraineté sur le royaume briton. L'annexion du Lothian est reconnue en 973, mais Kenneth II doit reconnaître le souverain anglais comme son seigneur. Les années suivantes sont plus pacifiques, malgré quelques pillages menés par les Écossais. En 1034, Duncan Ier unifie le royaume de Strathclyde dont il est le roi depuis 1015, avec le royaume d'Écosse dont il hérite par son grand-père.

### Sous l'influence anglo-normande
En 1058, Malcolm III devient roi d'Écosse après avoir renversé Macbeth avec l'aide du roi d'Angleterre. Bien que descendant des premiers rois d'Écosse, Malcolm III est de culture anglo-saxonne et il se rapproche fortement du royaume d'Angleterre. Les conflits pour la couronne anglaise assurent la tranquillité au royaume, notamment parce que Malcolm III ne prend parti pour aucun des candidats. En 1072, Malcolm ravage le Northumberland. En représailles, Guillaume le Conquérant, nouveau roi d'Angleterre, envahit l'Écosse et oblige Malcolm à lui prêter l'hommage, transformant le souverain écossais en vassal du souverain anglais. Pendant plusieurs siècles, les pillages écossais en Angleterre succèdent aux phases d'invasion et de répression anglaises.

### Développement

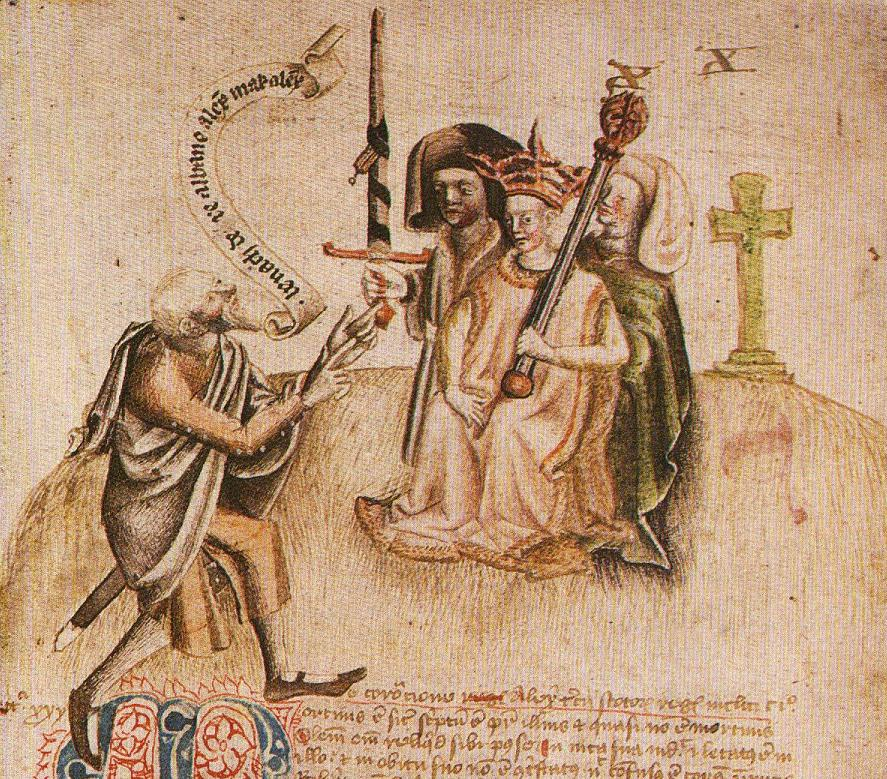
Couronnement d'Alexandre III à Scone, l'ancienne capitale et le site de couronnement des souverains écossais. Il est accueilli par lollamh rígh, (le poète royal), qui lui adresse la proclamation benach De re albanne (Beannachd Dé Rígh Alban, Que Dieu bénisse le roi d'Écosse) ; le poète récite ensuite la généalogie d'Alexandre.

En 1263, l'Écosse et la Norvège s'affrontèrent à la bataille de Largs pour le contrôle des Hébrides extérieures. La bataille, cependant indécise, démontra définitivement aux Norvégiens qu'ils étaient incapables de garder un véritable contrôle sur ces îles lointaines. En 1266, le roi norvégien Magnus VI de Norvège signa le traité de Perth, assurant la souveraineté écossaise sur ces îles. Malgré ce traité, le Lord des Îles demeura en pratique indépendant.
L'Auld Alliance fut une alliance importante conclue entre la France et l'Écosse et signée à Paris en 1295 par Jean d'Écosse et Philippe le Bel. Elle joua un rôle variable, parfois important, dans les affaires franco-anglo-écossaises jusqu'en 1560. En 1512, un traité, étendant l'Auld Alliance, octroie aux sujets de chacun des royaumes la nationalité de l'autre, situation abrogée en France en 1903, et qui peut ne l'avoir jamais été en Écosse.

Blason du roi d'Écosse jusqu'à l'Union des Couronnes en 1603.

Les rois écossais donnèrent une grande importance à la position stratégique de la forteresse de Stirling, ce qui donna lieu aux batailles de Stirling et de Bannockburn pendant les guerres d'indépendance de l'Écosse, période pendant laquelle émergèrent les figures historiques de William Wallace et Robert Bruce. En 1320, une déclaration adressée par les nobles écossais au pape Jean XXII, la déclaration d'Arbroath, convainquit celui-ci d'annuler une précédente excommunication et d'abroger les différentes lois de soumission des rois écossais à la Couronne anglaise, permettant ainsi la reconnaissance de la souveraineté écossaise par les principales dynasties européennes.
La dernière grande acquisition territoriale des Écossais eut lieu en 1468, quand Jacques III d'Écosse se maria avec Margaret de Danemark, dans la dot de laquelle se trouvent les îles Orcades et Shetland. En 1493, leur fils, Jacques IV d'Écosse mit fin à la quasi-indépendance du Lord des Îles, les Hébrides extérieures passant pour la première fois sous la domination effective du roi.
Le règne de Jacques IV est souvent considéré comme une période culturellement florissante. C'est autour de cette époque, au XVe siècle, que la Renaissance européenne commença à pénétrer l'Écosse, qui progressa nettement en termes d'éducation par la fondation de l'université de St Andrews en 1413, de l'université de Glasgow en 1450, de l'université d'Aberdeen en 1494, et l'adoption de l'« Education Act (en) » en 1496.

### Réforme

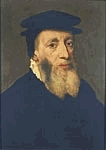
John Knox

Durant le XVIe siècle, l'Écosse connut la Réforme protestante. Au début du siècle, les enseignements, tout d'abord de Martin Luther puis de Jean Calvin, commencèrent à exercer leur influence en Écosse. Le cardinal Beaton condamna un certain nombre de prédicateurs protestants, notamment le luthérien Patrick Hamilton en 1527 et le calviniste George Wishart en 1546, à périr sur le bûcher pour hérésie. Mais ces exécutions n'arrêtèrent en rien la progression de ces idées. D'ailleurs Beaton fut assassiné peu après l'exécution de George Wishart.
La réforme de l'Église écossaise qui s'ensuivit fut effectuée par le Parlement à partir de 1560, durant la minorité de Marie Ire d'Écosse, la plupart des Écossais ayant adopté le calvinisme. Le personnage le plus influent alors était John Knox, qui avait été un disciple à la fois de Calvin et de Wishart. Mais le catholicisme n'avait pas été totalement éliminé, et il demeurait particulièrement solide dans certaines parties des Highlands.
En 1603, Jacques VI, roi d'Écosse, devint le roi Jacques Ier d'Angleterre, faisant entrer l'Écosse dans une union personnelle avec l'Angleterre et l'Irlande. Le XVIIe siècle fut pour l'Écosse une période de troubles et de confrontations religieuses, lorsque Charles Ier d'Angleterre tenta d'imposer à l'Église écossaise un livre de prières de style anglais. Ceci mena à l'établissement du National Covenant, et, plus tard, aux guerres des évêques, à la guerre civile écossaise et aux guerres des Trois Royaumes. Entre 1651 et 1660, l'Écosse fut occupée par l'armée d'Oliver Cromwell, dirigée par George Monck.
En 1689, le prince hollandais, Guillaume d'Orange, devint le roi Guillaume III d'Angleterre. Bien que la Glorieuse Révolution concernât avant tout l'Angleterre, elle eut un grand impact sur l'histoire écossaise. Le Parlement d'Écosse offrit à Guillaume la Couronne d'Écosse, ce qu'il accepta dans les conditions de l'acte « Claim of Right » (en), un document important dans l'évolution de l'autorité de la loi et du droit des sujets, similaire au « Bill of Rights » anglais.
Beaucoup d'Écossais soutinrent Guillaume, mais beaucoup aussi, particulièrement dans les Highlands, demeurèrent favorables à Jacques VII. Sa cause, connue sous le nom de jacobitisme, du latin Jacobus signifiant Jacques, donna naissance à une série de soulèvements. Une première révolte jacobite, dirigée par John Graham, 1er vicomte de Dundee, Bonnie Dundee, défit les forces de Guillaume à la bataille de Killiecrankie en 1689. Mais Dundee fut tué dans les combats, et l'armée jacobite fut bientôt battue à la bataille de Dunkeld. La défaite totale de Jacques VII par Guillaume en Irlande à la bataille de la Boyne en 1690, suivie par le massacre de Glencoe en 1692, réussit finalement à persuader les chefs de clan des Highlands, qui étaient réticents à prêter serment d'allégeance à Guillaume, à revoir leur position.
La fin du XVIIe siècle fut difficile économiquement pour l'Écosse. Les mauvaises récoltes des « sept mauvaises années », ou des « années maigres », vers 1690, provoquèrent de sérieuses famines et une dépopulation. Le protectionnisme anglais tenait les négociants écossais à l'écart des nouvelles colonies, et la politique étrangère anglaise interrompit le commerce avec la France. En conséquence, beaucoup d'Écossais émigrèrent en Ulster. Le Parlement d'Écosse de 1695 promulgua un certain nombre de remèdes à la situation économique désespérée, dont la création de la Banque d'Écosse. L'« Acte pour la constitution d'écoles » établit, pour toute l'Écosse, un système public d'éducation basé sur les paroisses. La « Company of Scotland » eut la permission de lever des capitaux grâce à des souscriptions publiques, afin de faire du commerce avec l'Afrique et les Indes. Au début du XVIIIe siècle, l'Écosse était un royaume en crise. Son économie avait été sévèrement affaiblie par une série de mauvaises récoltes. Les « années maigres » des années 1690 avaient été aggravées par l'échec catastrophique du « plan Darién », saboté délibérément par les efforts combinés de la Compagnie anglaise des Indes orientales, les marchés financiers internationaux d'Amsterdam et du roi Guillaume III. On estime que près de 25 % de la masse monétaire écossaise fut perdue dans l'aventure de Darién.

## Gouvernement

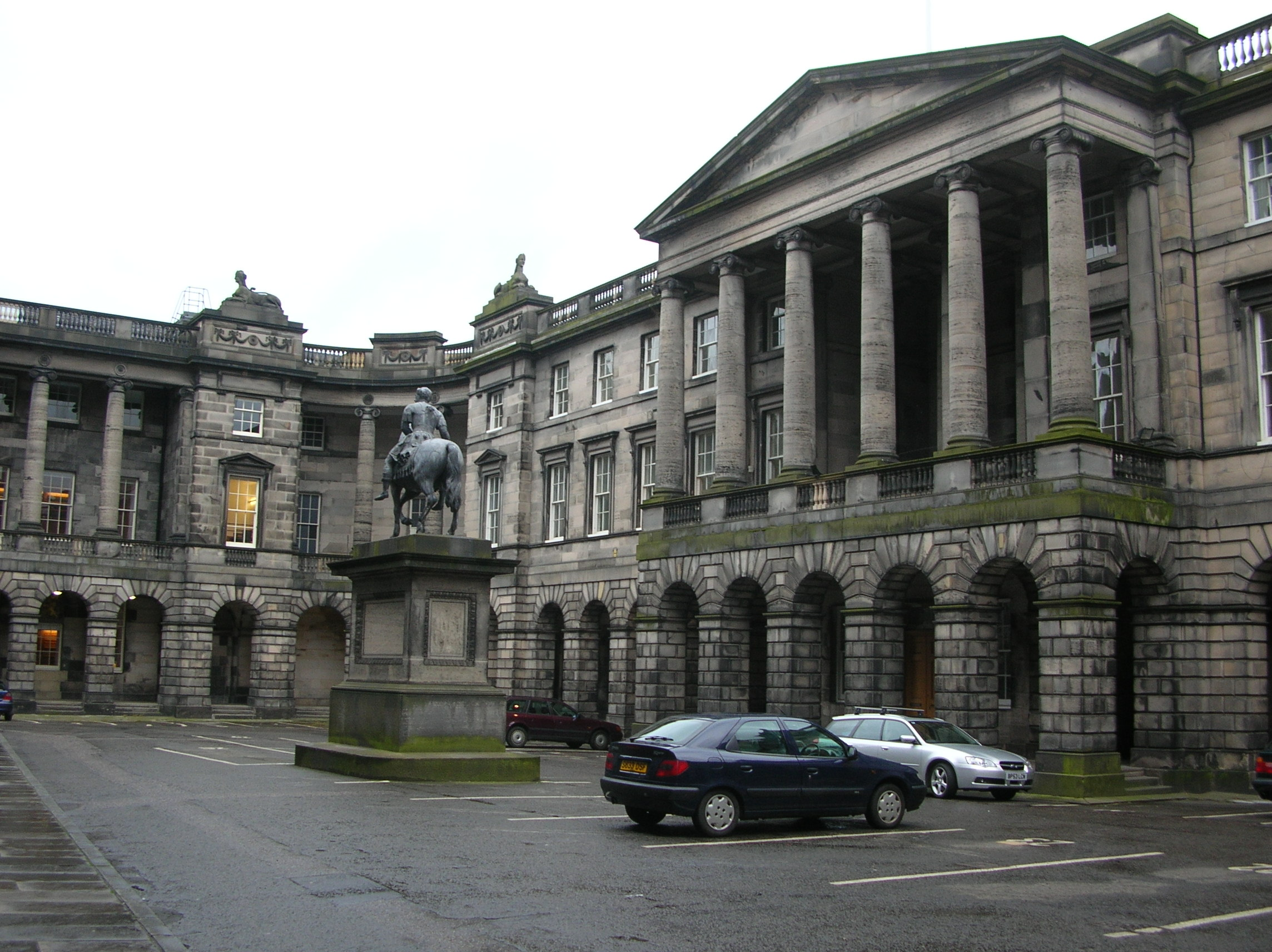
La maison du Parlement à Édimbourg.

La construction politique de l'Écosse fut historiquement complexe. Pourtant, durant la majeure partie de son existence, le royaume d'Écosse ne reconnut qu'un seul monarque, un Haut-roi. Sous la suzeraineté de ce dernier se trouvaient les chefs de clan écossais et les petits rois. Les charges étaient attribuées par une assemblée délibérative, selon un système connu sous le nom de tanistrie, qui combinait l'hérédité et le consentement des dirigeants. Généralement, le candidat était nommé à l'approche de la mort du titulaire, et cet héritier élu était alors appelé le taniste, de l'écossais tànaiste, littéralement second en excellence.
Après que Macbeth fut renversé par Malcolm III en 1057, et durant le règne de David Ier, la primogéniture fut adoptée, sous l'influence des colons normands, comme moyen de succession en Écosse et dans la majeure partie de l'Europe occidentale. On vit se développer alors un « royaume hybride », une partie étant dirigée par un gouvernement féodal, l'autre suivant les lois coutumières celtiques. Les premières assemblées délibératives ne peuvent toutefois pas être considérées comme des « parlements » dans le sens que prit plus tard ce terme.
À l'origine, les Écossais devaient en premier lieu fidélité à leur chef de clan, ou au laird, le propriétaire terrien. Aussi le Haut-roi devait constamment les maintenir dans des dispositions favorables, sous peine de conflit armé.
Le Parlement d'Écosse était le corps législatif. Pendant presque toute l'histoire de celui-ci, ses membres étaient connus collectivement sous le nom des « Trois États ». Le « Premier État » était formé des prélats (évêques et abbés), le « Second État » regroupait les propriétaires fonciers (ducs, comtes, lords du Parlement et les principaux vassaux laïcs), et enfin le « Troisième État » était constitué des commissaires des burghs. À partir de XVIe siècle, le second État fut réorganisé par la sélection des commissaires de comté. Certains ont vu là la création d'un « quatrième État ». Durant le XVIIe siècle, après l'Union des Couronnes, un « cinquième État » a encore été distingué, celui des titulaires d'une charge royale. Ces deux catégories supplémentaires sont fortement controversées par les historiens parlementaires. En tout état de cause, le terme utilisé pour désigner les membres assemblés demeura toujours « les Trois États ». Le Parlement n'était composé que d'une seule chambre.
L'existence avérée du Parlement d'Écosse remonte au début du XIIIe siècle. Ses assemblées étaient désignées, comme pour le Parlement d'Angleterre, par le terme latin de « colloquium » : colloque, conférence, pourparlers. La première de ces réunions pour laquelle on possède des preuves fiables se tint en 1235, durant le règne d'Alexandre II, à Kirkliston (en), une petite ville se trouvant maintenant dans la banlieue d'Édimbourg.
Les deux périodes, pendant lesquelles le Parlement d'Écosse eut le plus de pouvoir, s'étendirent de 1639 à 1651, et de 1689 à 1707. Durant l'ère des covenantaires, le Parlement d'Écosse se révéla comme une tribune responsable politiquement et institutionnellement, et était alors une des assemblées les plus puissantes d'Europe. S'inspirant du règlement constitutionnel écossais de 1640-41, il renouvela le programme de réforme constitutionnelle à partir de 1689, quand il vota le « Claim of Right ». La dernière session siégea le 25 mai 1707, après quoi le Parlement de Grande-Bretagne prit en main les affaires écossaises, selon les termes de l'acte d'Union prenant effet le 1er mai 1707.

## Union avec l'Angleterre

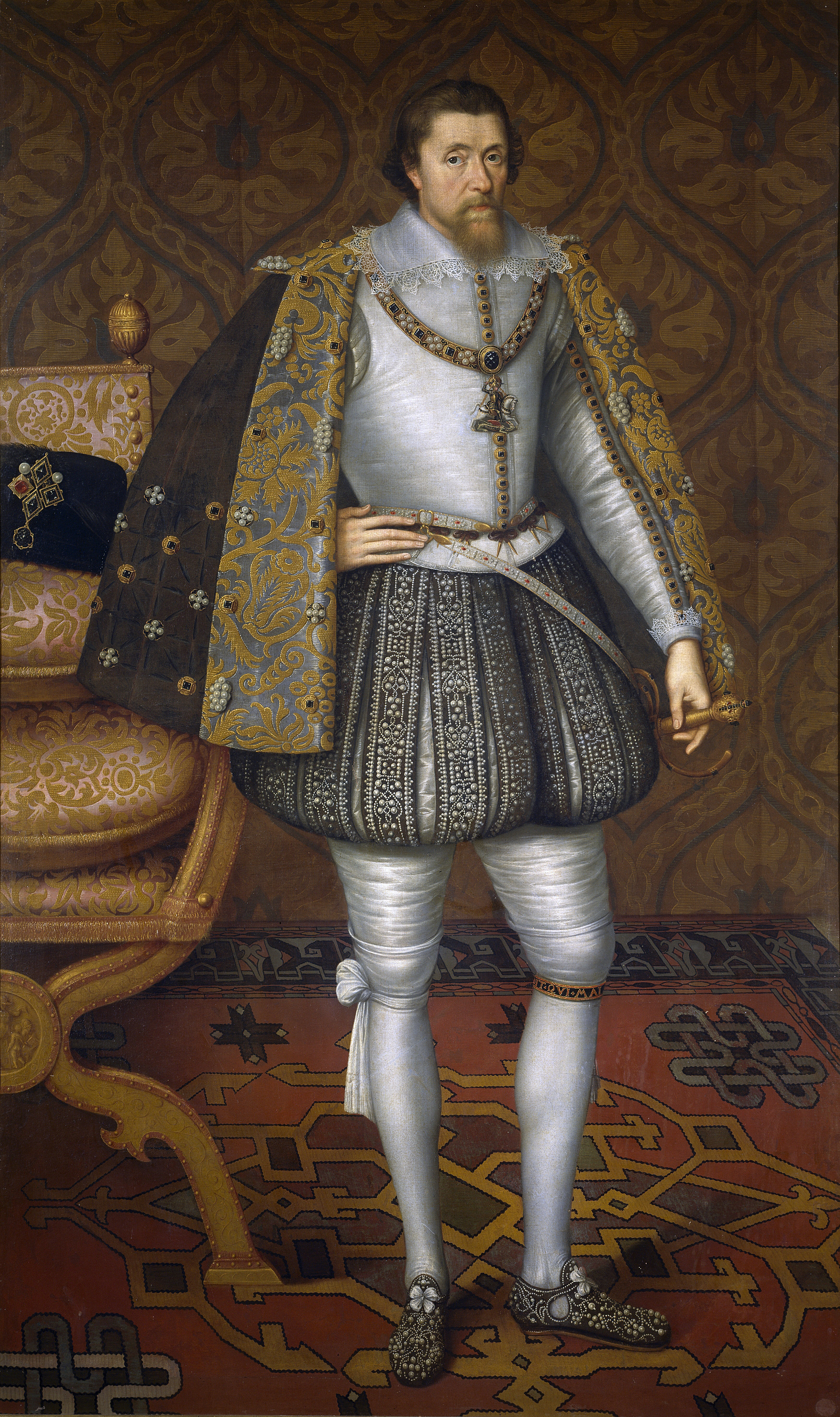
Jacques VI, roi d'Écosse, d'Angleterre et d'Irlande.

Le roi d'Écosse, Jacques VI, accéda au trône d'Angleterre en 1603, devenant le roi Jacques Ier d'Angleterre, à la mort de la reine Élisabeth Ire. Dans le cadre de cette union personnelle, les deux royaumes partageaient le même chef d'État, mais conservaient leurs propres Parlements et administrations.
En 1652, après l'exécution de Charles Ier, l'Écosse devient membre du commonwealth d'Angleterre.
Il y avait bien eu auparavant, en 1606, 1667 et 1689, trois tentatives pour unir politiquement les deux pays par des actes des Parlements, mais c'était la première fois qu'il y avait de part et d'autre la volonté d'unification politique, bien que ce fût pour des raisons différentes. Du côté anglais, le but était d'affermir la succession royale sur une lignée protestante plus dans le sens stipulé par l'acte d'établissement de 1701 que par l'« acte de sécurité (en) » écossais de 1704. Du côté écossais, un des buts était d'utiliser les subventions anglaises pour résoudre les problèmes financiers causés par l'échec du plan Darien, un autre étant de lever les sanctions commerciales anglaises mises en place par l'« Alien Act (en) », pour forcer le Parlement d'Écosse à se conformer à l'acte d'établissement.
Une caractéristique majeure de la politique anglaise entre 1702 et 1707 était la nécessité de protéger la succession des Hanovre. La mort du roi Guillaume en 1702 avait permis l'accession d'Anne Ire de Grande-Bretagne aux trônes d'Angleterre et d'Écosse. Le dernier enfant survivant d'Anne étant mort en 1700, l'acte d'établissement avait accordé la succession anglaise à la dynastie protestante de Hanovre. Puisqu'il était devenu impensable que l'Angleterre et l'Écosse eussent dorénavant des monarques distincts, faire accepter la succession des Hanovre en Écosse était devenu l'objectif primordial de la stratégie anglaise vis-à-vis de l'Écosse. En 1703, l'union dynastique anglo-écossaise, l'Union des couronnes, était en crise. Le Parlement d'Écosse poursuivait une politique étrangère et dynastique indépendante, et l'« acte de sécurité » l'autorisait, s'il le souhaitait, à choisir pour la succession à la couronne écossaise un monarque différent de celui d'Angleterre. Beaucoup en Écosse considéraient cela comme une position souhaitable, étant donné que le Parlement d'Angleterre avait exécuté Charles Ier durant la guerre civile anglaise, sans en référer au parlement d'Écosse, bien que Charles fût aussi roi d'Écosse. Cela signifiait que cet acte autorisait le Parlement d'Écosse à s'engager dans une politique étrangère indépendante à une époque d'effervescence guerrière en Europe, marquée par exemple par la guerre de Succession d'Espagne et la grande guerre du Nord. Du point de vue anglais, cela ouvrait la voie à une restauration du jacobitisme en Écosse ou à des accords commerciaux ou à des alliances militaires de l'Écosse avec une autre puissance européenne comme la France ou les Provinces-Unies. Un tel alignement pouvait conduire à des attaques de l'Angleterre depuis l'Écosse, l'Irlande ou le continent, et compromettre les intérêts anglais à l'étranger. C'est pourquoi le « problème écossais » devait être neutralisé, et la succession des Hanovre garantie.
Le royaume d'Écosse cessa d'exister le 1er mai 1707, à la suite de l'adoption de l'acte d'Union, qui fusionnait l'Angleterre et l'Écosse, créant ainsi le royaume de Grande-Bretagne. Cet acte comprenait des dispositions pour que l'Écosse pût envoyer ses pairs représentants, appartenant à la pairie d'Écosse, siéger à la Chambre des lords. Il garantissait que l'Église d'Écosse demeurerait l'église officielle de ce pays, que la « Court of Session », la Cour suprême d'Écosse, « resterait à jamais en Écosse », et que les lois écossaises conserveraient leur force. D'autres dispositions incluaient la réaffirmation de l'acte d'établissement de 1701, et l'interdiction pour les catholiques d'accéder au trône. Il créait aussi une union douanière et une zone monétaire. Il stipulait enfin que « toute loi ou statut qui serait contraire ou incohérent avec les termes de l'acte cesserait et serait annulé ».

## Drapeau
Le drapeau d'Écosse porte une croix de saint André blanche, saint André étant le patron de l'Écosse, sur un fond bleu. En langage héraldique, il se blasonne « D'azur au sautoir d'argent ». Ce drapeau est l'un des plus vieux au monde, daté traditionnellement du IXe siècle, et le plus ancien drapeau national encore en usage.
Après l'Union des couronnes en 1603, le roi Jacques Ier demanda de rechercher de nouveaux graphismes pour un étendard, en regroupant les drapeaux des royaumes d'Écosse et d'Angleterre. En 1606, un « drapeau de l'Union » fut mis en service en deux versions différentes, destinées à être utilisées dans chacun des royaumes indépendants. La version « écossaise », ayant la croix de saint André au-dessus de la croix de St George, n'eut qu'un usage limité en Écosse de 1606 à 1707. La version « anglaise », aux croix inversées, fut finalement adoptée comme drapeau du royaume de Grande-Bretagne à partir de 1707.
Le « Royal Standard of Scotland », appelé aussi le Lion Rampant, était le drapeau des rois d'Écosse, un étendard aux armoiries de l'Écosse. Il demeure le drapeau personnel du monarque dont l'usage est limité par un Act (en) du Parlement datant de 1672, et son usage est également autorisé à quelques hauts représentants officiels. En l'absence du souverain, il flotte au-dessus des résidences royales d'Écosse.

Le drapeau de l'Écosse.
Version écossaise du drapeau de l'Union.
Le Lion Rampant.